# 小行星768325
小行星768325（臨時編號：2015 BP519），暱稱為「Caju」，是在太陽系的離散盤最外層區域，有著高離心率和傾斜軌道的擴展海王星外天體。它於 2015 年 1 月 17 日被在智利的托洛洛山天文台（W84）發現。它被描述為擴展的散盤天體（ESDO）， 並且屬於導致預測第九行星的擴展天體組，並且具有這些天體中最高的軌道傾角。

## 軌道和分類
2015 BP519繞太陽公轉的距離為35.2–821AU，每 8856 年繞行一圈（3,234,488 天；半長軸為428 AU）。它的軌道具有異常高的偏心率，為0.92，相對於黃道的傾角為54°。這使它成為已知擴展海王星外天體中的有著異常傾角的天體。

### 第九行星
2015 BP519屬於最初導致預測第九行星的擴展海王星外天體組的成員:13。這個群組由十幾顆天體組成，它們的近日點大於30 AU和半長軸大於250 AU；2015 BP519具有這些天體中最高的軌道傾角。隨後，de la Fuente Marcos（2018）的研究發現，現時太空中的軌道方向不容易用將其它擴展海王星外天體保持在一起的機制來解釋，這表明其軌道角度的聚集不能歸因於第九行星的影響。然而，無論其軌道目前的方向如何，其高軌道傾角似乎都符合巴特金（英語：Batygin）和莫貝德利（英語：Morbedelli）2017年預測由第九行星產生的高半長軸、高傾角天體的類別。

## 編號和命名
該天體的觀測弧始於2014年11月27日天文學家與暗能量巡天在智利托洛洛山天文台使用布蘭科望遠鏡的儀器暗能量相機（縮寫：DECam）拍攝的回溯發現 。天文學家在2018年發表的一篇暗能量巡天的論文中報導了它的發現。

## 物理特性
根據麥克·布朗和約翰斯頓（英語：Johnston）的檔案，2015 BP519依據假設分別為0.08和0.09的反照率，量測直徑分別為524和584公里。截至2018年，尚未從光度觀測中獲得旋轉的光變曲線。因此，它的自轉週期、極點和形狀仍然未知。

## 註解
1. 1 2 3 4 5  The nickname "Caju" is mentioned in the downloadable PowerPoint presentation "Evaluating the Dynamical Stability of Outer Solar System Objects in the Presence of Planet Nine", by Juliette Becker, Fred Adams, Tali Khain, Stephanie Hamilton, David Gerdes at University of Michigan.